# We’ll Be a Dream
A We’ll Be a Dream az amerikai pop-punk együttes, a We The Kings és Demi Lovato énekes közös felvétele. A dal a csapat második, Smile, Kid című albumán kapott helyet, 2010. március 2-án jelent meg. A dalhoz készült videóklip 2010. április 22-én debütált.
A számot a Teen Choice Awardra is jelölték.

## Videóklip
A Raul B. Fernandez rendezte kisfilmben tizenévesek várakoznak egy táborra. A táborban az együttes játszik, mialatt Demi énekel, végigsétál a fiatalok mellett, akik párnákkal dobálják egymást. A klip végén Lovato és Travis Clark egymást nézik.

## Slágerlistás helyezések
| Slágerlista (2010)           | Legjobb helyezés |
| ---------------------------- | ---------------- |
| USA Billboard Hot 100 lista  | 76               |
| U.S. Mainstream Top 40 lista | 22               |

## Megjelenések
| Ország           | Dátum            | Formátum           |
| ---------------- | ---------------- | ------------------ |
| Egyesült Államok | 2010. március 2. | Digitális letöltés |

## Fordítás
Ez a szócikk részben vagy egészben  a   We'll Be a Dream című angol Wikipédia-szócikk fordításán alapul.  Az eredeti cikk szerkesztőit annak laptörténete sorolja fel. Ez a jelzés csupán a megfogalmazás eredetét és a szerzői jogokat jelzi, nem szolgál a cikkben szereplő információk forrásmegjelöléseként.